# Parafia Narodzenia Najświętszej Maryi Panny w Juneau
Parafia Narodzenia Najświętszej Maryi Panny w Juneau – parafia rzymskokatolicka, terytorialnie i administracyjnie należąca do archidiecezji Anchorage-Juneau. Według stanu na październik 2021, w parafii posługiwał i pełnił funkcję proboszcza misjonarz oblat, a pomagało mu dwóch diakonów. 